# Flammpanzer III
Le Flammpanzer III est un char allemand Panzerkampfwagen III (PzKpfw III) équipé d'un lance-flammes en lieu et place de son armement principal.
Tirant les leçons des combats de rues à Stalingrad, une centaine de Panzer III modèle M furent reconvertis en char lance-flammes : le canon fut remplacé par la nouvelle arme ; l'équipage réduit à trois personnes ; le blindage frontal fut  renforcé.
Ils furent engagés à Koursk sans grand succès, ce qui entraîna la reconversion de la plupart d'entre-eux en chars standards ou en véhicules de dépannage.
100 exemplaires furent produits de février à avril 1943. 